# Deep Cover (canción)
«Deep Cover», también conocida como «187», es el sencillo debut en solitario de Dr. Dre, con la colaboración de Snoop Doggy Dogg, también siendo su sencillo debut. Es de la banda sonora de la película Deep Cover (1992).
Esta canción apareció en el videojuego Grand Theft Auto: San Andreas, en la estación Radio Los Santos.